# Italiens Billie Jean King Cup-lag
Italiens Billie Jean King Cup representerar Italien i tennisturneringen Billie Jean King Cup, och kontrolleras av Italiens tennisförbund.

## Historik
Italien deltog första gången i turneringen premiäråret 1963.  Italien vann turneringen 2006, 2009, 2010, 2013 och 2024.